# 杭州通
杭州通，即杭州交通一卡通，是杭州市民卡有限公司于2012年10月1日发行的公交通用卡。购卡押金20元，最低充值50元。包括电子钱包区和优惠月票区，不记名、不挂失、无密码。杭州通系列卡分为通用卡、学生卡、长者卡（老年卡）、优待卡等几种。
该卡前身为杭州市公交乘车卡，原先发行的卡片初期亦支持乘坐地铁，目前原有卡片已停止使用。用户可将原有的乘车卡更换为杭州通。

## 通用卡使用范围
电子钱包
最高可存1000元，可在公交车、地铁、出租车、水上巴士、公共自行车、道路停车和特约商户小额消费领域应用；使用杭州通电子钱包乘坐市内公车、地铁、水上巴士可享受10%的优惠折扣，并享受90分钟内换乘两种交通工具的换乘优惠（乘坐第二种交通工具时，先9折后，再减最高2元）。
优惠月票
仅限公交车应用，每月初次最低充值50元，之后可小额充值。部分公交（如定制公交）无法使用月票，请留意站牌标示。
卡内金额当月有效、过月作废，按线路最低票价半价扣费。

## 旅游消费卡
杭州通·旅游消费卡，由杭州市旅委联合杭州市民卡公司自2013年10月1日起发行，首期发行10万张。它能在可用市民卡支付的所有商家消费，并整合了杭州范围内的近千家景点、餐饮、宾馆、购物等商家。

## 电子公交卡

杭州通卡发行商杭州市民卡有限公司的Logo。

支付宝和杭州公交集团、杭州市民卡有限公司达成合作，上线了电子虚拟公交卡。可以使用支付宝上的“杭州通支付宝公交卡”对准公交车的扫码区，完成支付。

## 交通联合卡
2020年1月20日，杭州市民卡有限公司计划推出杭州通“交通联合”首发纪念卡暨鼠年生肖卡。该卡符合交通运输部全国交通一卡通标准，除可在杭州市乘坐公共交通享受优惠外，亦可在已接入全国交通一卡通互联互通项目的城市使用。2020年3月，带有“交通联合”标志的普通杭州通卡正式发布。